# Kristofer Holmin

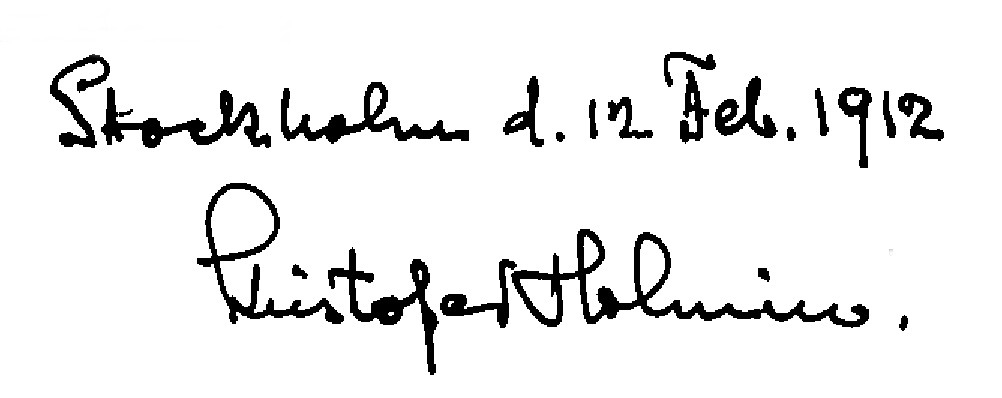
Kristofer Holmins namnteckning 1912.

Abel Kristofer Holmin, född 20 november 1882 i Adolf Fredriks församling, Stockholm, död 21 september 1962 i Bromma, Stockholm, var en svensk byggnadsingenjör, och byggmästare, även verksam som arkitekt. 

## Biografi
Holmin var son till grosshandlaren och fastighetsägaren Carl Erik Holmin (1852–1941) och Johanna "Hanna" Petersson (1844–1927). Han uppträdde som byggherre,  byggmästare och arkitekt för ett flertal bostadshus i Stockholm vid 1900-talets början. I Lärkstaden byggde han fem hus, varav han ansvarade för utformandet av planerna för tre medan Fredrik Dahlberg ritade fasaderna. Bland dem märks stadsvillan Sånglärkan 8 vid Baldersgatan 5 som han ritade och byggde för sin bror Nils Holmin och dennes hustru Lilly Paykull vilka kom att bo under många år i huset. Han själv bosatte sig vid närbelägna Uggelviksgatan 9 på Piplärkan 11 som han ritade och uppförde 1911–1913.

### Villorna i Lärkstaden
- Sånglärkan 8 [3]
- Piplärkan 9 [4]
- Piplärkan 11 [5]
- Piplärkan 12 [6]
- Piplärkan 14 [7]

### Bilder, villorna i Lärkstaden

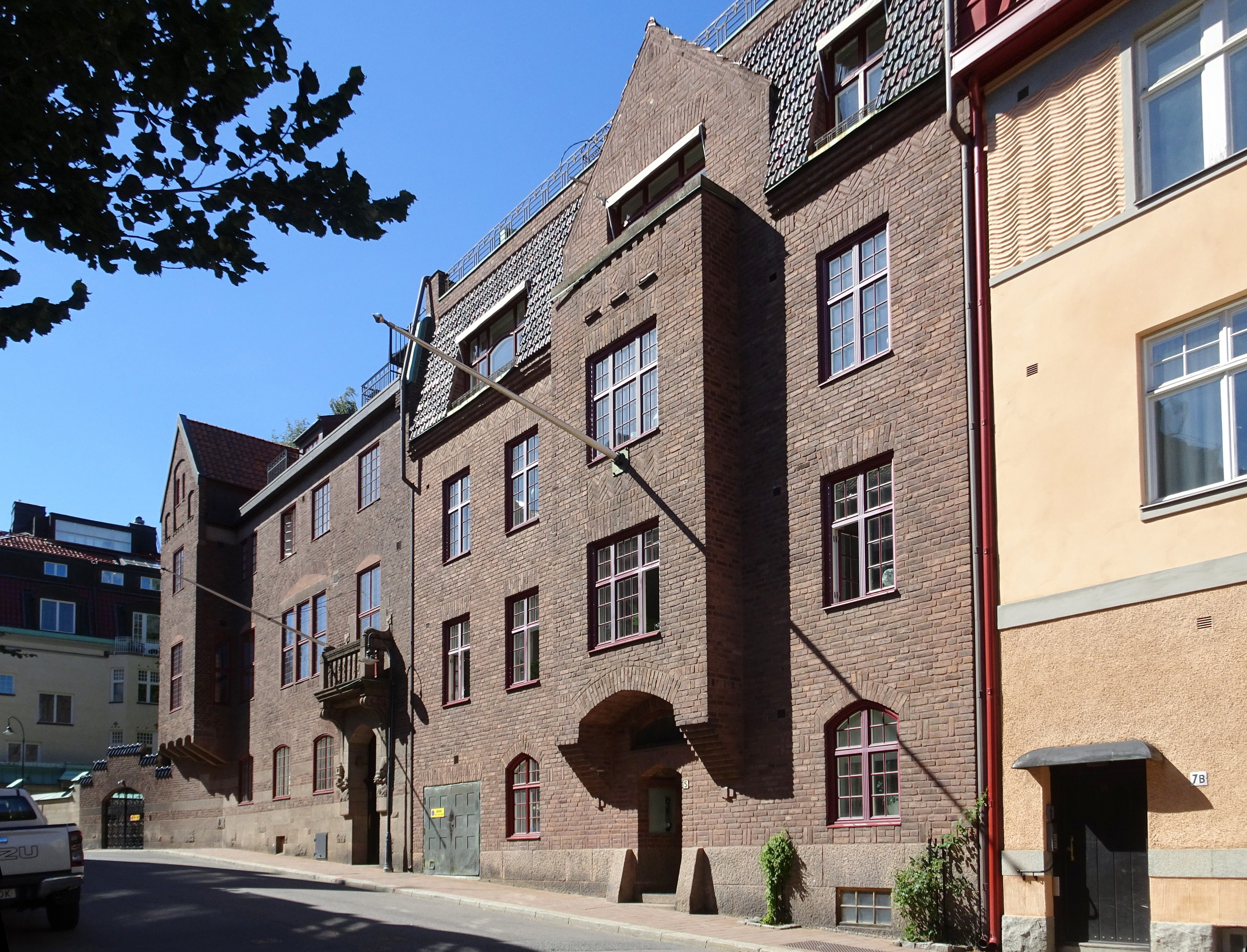
Sånglärkan 8 (för sin bror, Nils Holmin).
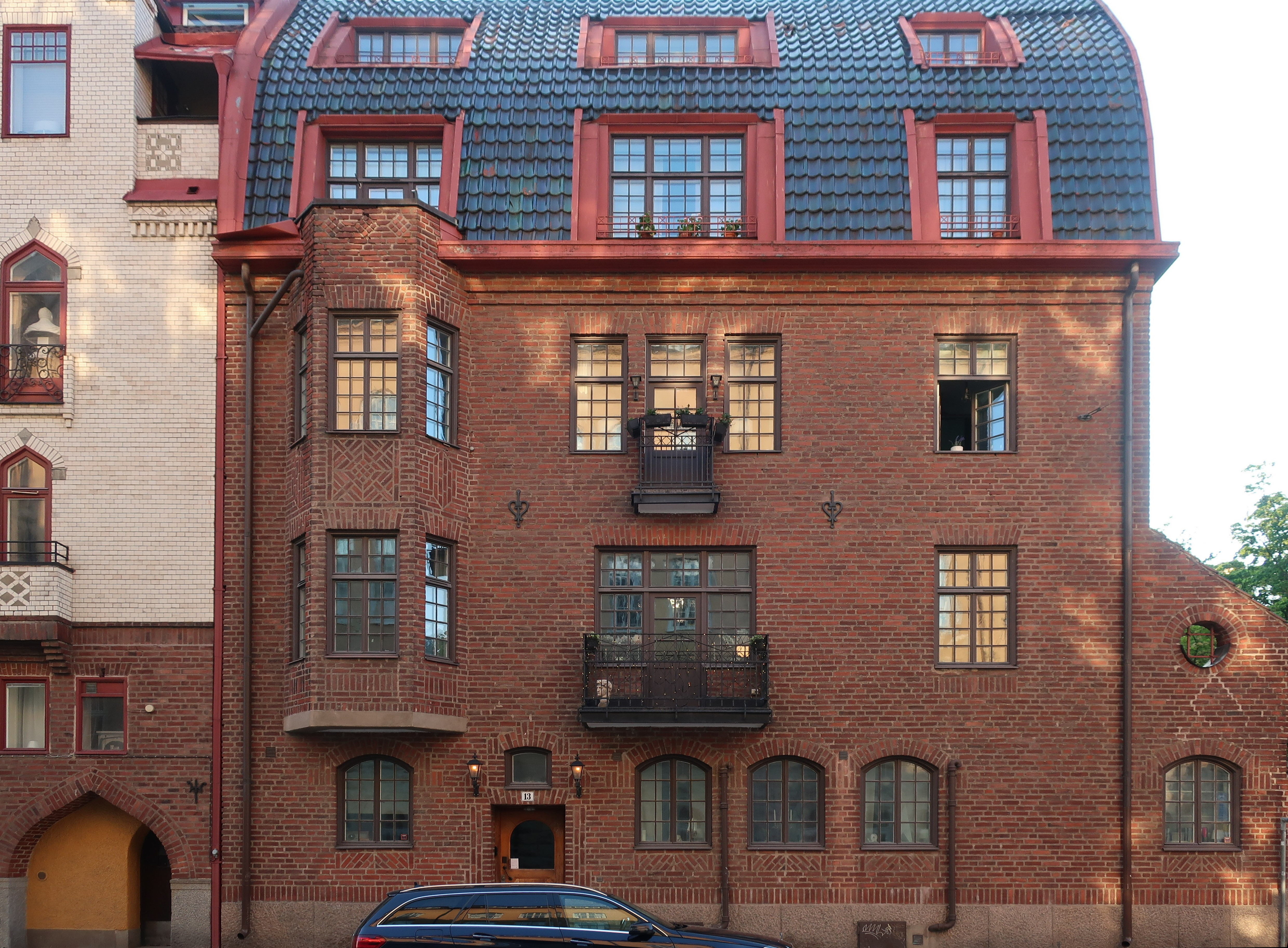
Piplärkan 9 (för industrimannen Erik Ljungberg).
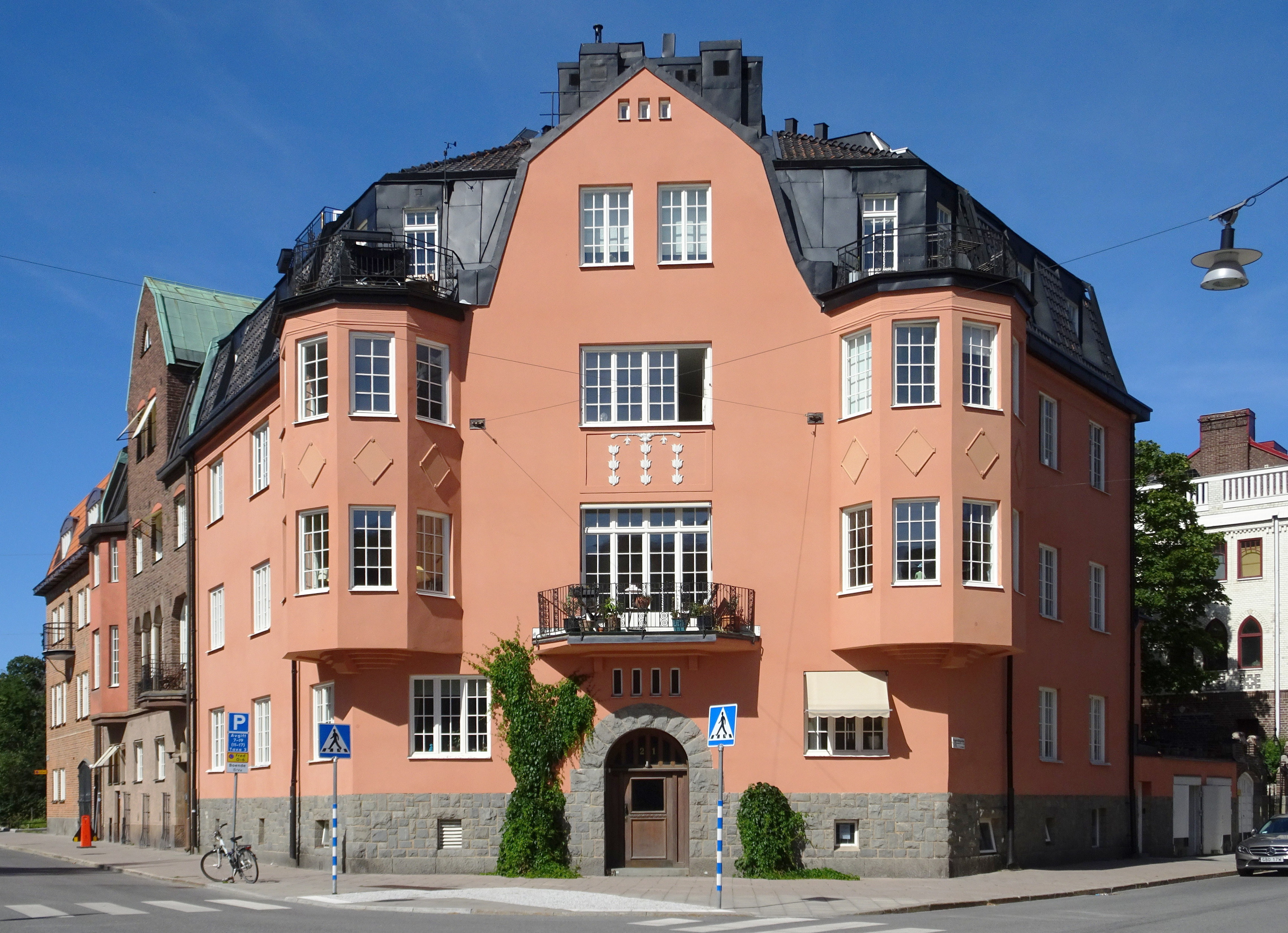
Piplärkan 14 (för sin far, Carl Erik Holmin).
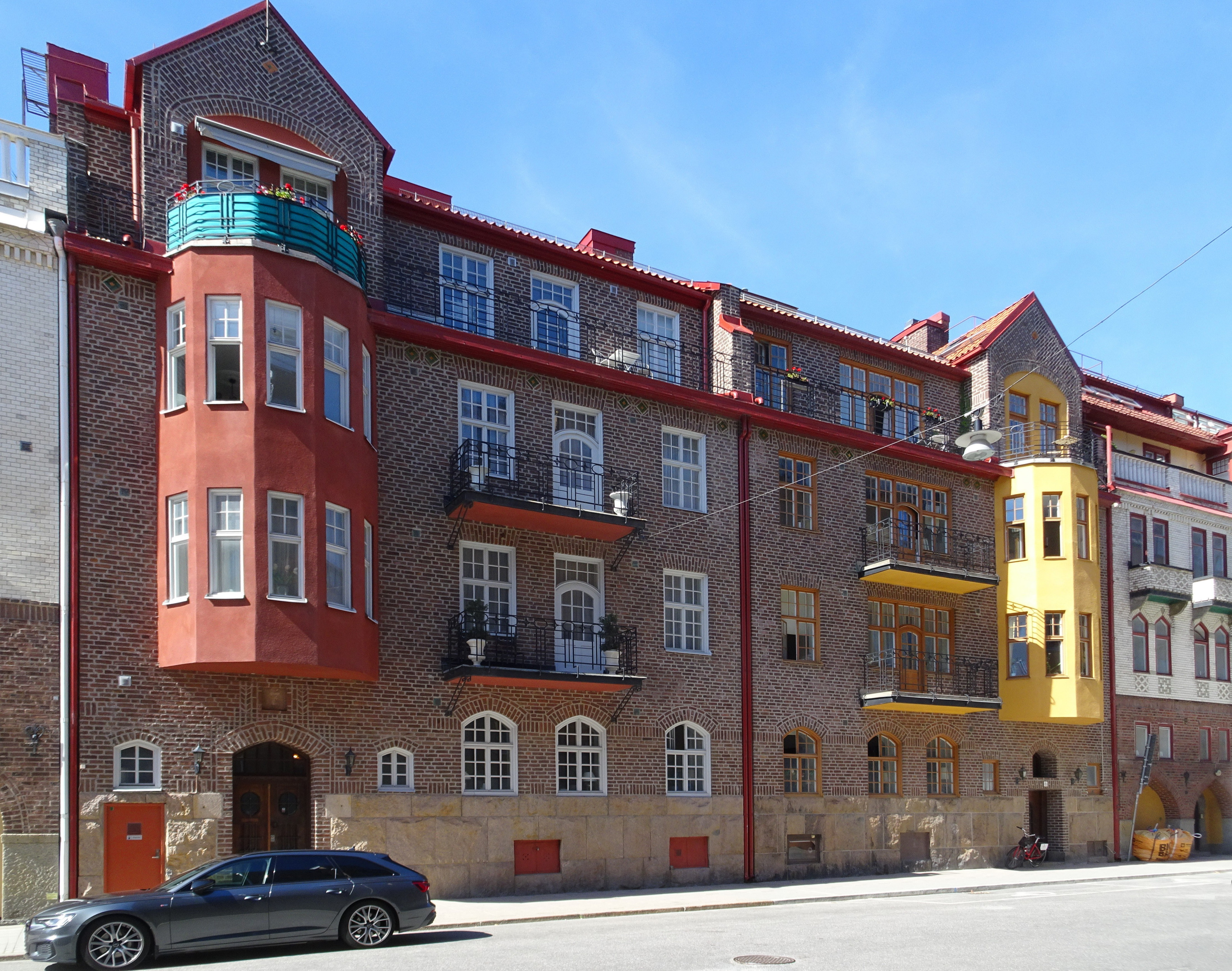
Piplärkan 11 och 12 (för sig själv och sin bror Josef Holmin).

### Familj
Kristofer Holmin var bror till överläkaren Nils Gideon Holmin (1884–1942) och stadsingenjören i Arboga Josef Mathias Holmin (1879–1926). 
Han fann sin sista vila på Norra begravningsplatsen där han gravsattes den 15 november 1962. I samma grav vilar även brodern Nils och svägerskan Lilly.

## Noter

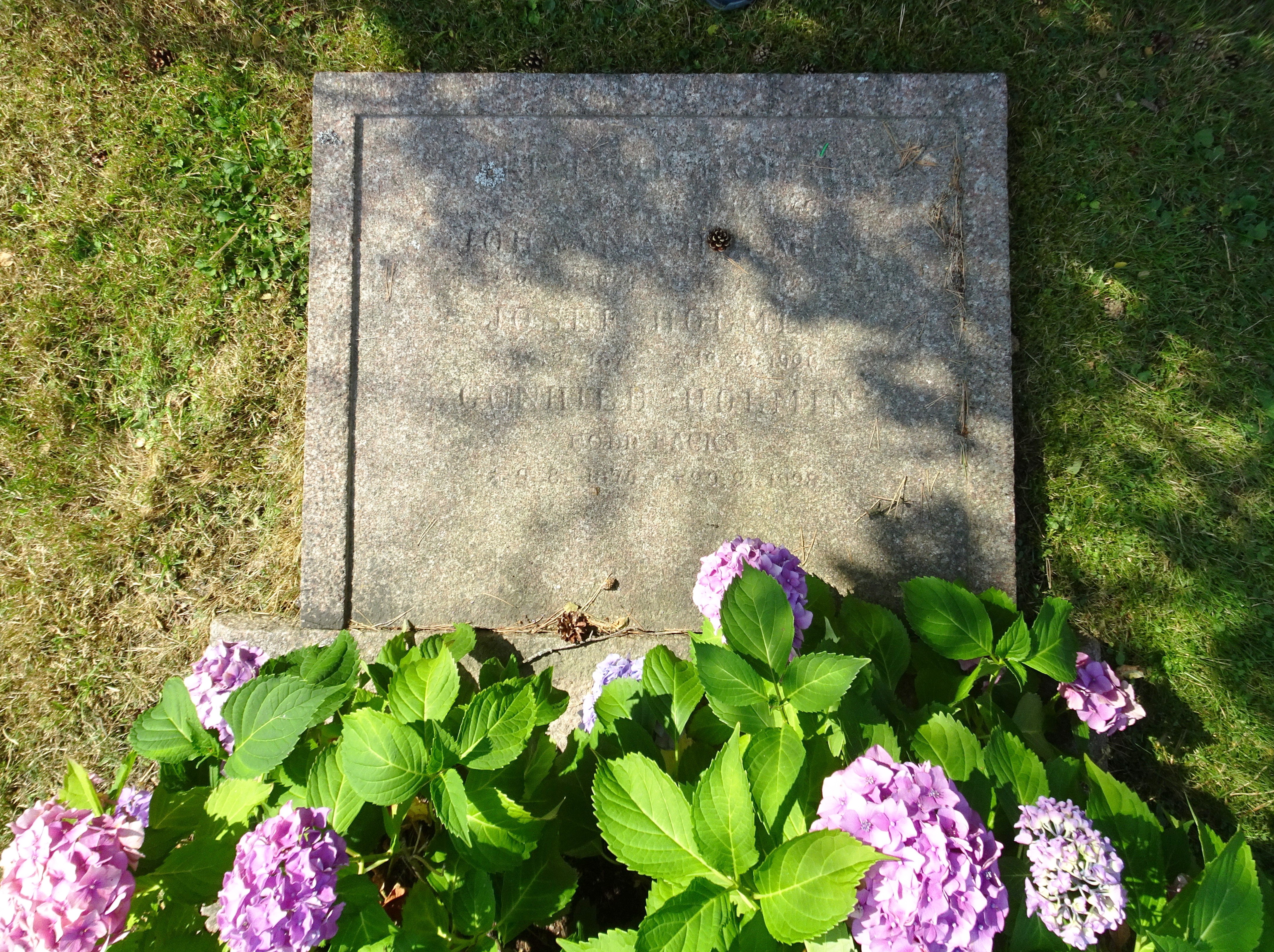
Holmins familjegrav på Norra begravningsplatsen.